# Agropecuária Capemi
A Agropecuária Capemi Indústria e Comércio foi uma cooperativa da Caixa de Pecúlios, Pensões e Montepios Beneficente, com dois milhões de associados aos planos de previdência privada, contratada pelo Instituto Brasileiro de Desenvolvimento Florestal (IBDF) para extrair e comercializar toda a madeira da área que seria inundada com a construção da Usina Hidrelétrica de Tucuruí em 1975. O contrato entre a Agropecuária Capemi e o Instituto Brasileiro de Desenvolvimento Florestal (IBDF) foi cancelado em março de 1983.
A Usina Hidrelétrica de Tucuruí foi construída para preparar a infraestrutura energética necessária para subsidiar o polo mineral e metalúrgico que seria instalado no Pará (Albras, Alunorte e Vale S.A.) e no Maranhão (Alumar e Alcoa) durante a ditadura militar.

## Escândalo Capemi
Uma Comissão Parlamentar de Inquérito (CPI) instaurada na década de 1980 apurou vários atos de corrupção envolvendo a Agropecuária Capemi, contratada para extrair e comercializar toda a madeira da área que seria inundada com a construção da Usina Hidrelétrica de Tucuruí. A empresa foi criada apenas três meses antes do lançamento da licitação que previa as atividades de extração e comercialização da madeira. A Agropecuária Capemi faliu, tendo desmatado apenas 10% da área contratada. A represa causou desastre ambiental, causando o fenômeno da eutrofização, que é a liberação do dióxido de carbono e do metano devido à decomposição do material orgânico inundado.
Para obter recursos para a compra do maquinário necessário à realização do desmatamento, a Agropecuária Capemi conseguiu um empréstimo de 100 milhões de dólares com o Banco Nacional de Paris, que teria sido avalizado pelo Banco Nacional de Crédito Cooperativo (BNCC). A Agropecuária Capemi sacou 25 milhões de dólares comprometendo-se a pagar até 1984, no entanto o empréstimo foi pago pelo pelo Banco Nacional de Crédito Cooperativo (BNCC), avalista no negócio. As comissões nas compras de equipamentos chegavam a 25%. De tudo isso, porém, devem-se deduzir os investimentos efetivamente realizados, pagamento de mais de dois mil operários por cerca de dois anos e meio e outras despesas financeiras legítimas.
No bojo de uma ampla reforma administrativa conduzida pelo Plano Collor, o Poder Executivo foi autorizado pela Lei 8.029, 12 de abril de 1990, a extinguir várias entidades da administração pública, dentre elas o Banco Nacional de Crédito Cooperativo (BNCC). Em 21 de março de 1990 foi editado o Decreto 99.192 dissolvendo o banco e implicando na entrada do mesmo no regime de liquidação. Finalmente, em assembléia geral extraordinária, de 17 de maio de 1994, os acionistas do Banco Nacional de Crédito Cooperativo (BNCC) deliberaram o encerramento da liquidação e a extinção da sociedade, aprovada pelo Banco Central do Brasil em despacho de 17 de março de 1995.